# Rocca di Mezzo
Rocca di Mezzo ist eine italienische Gemeinde (comune) mit 1353 Einwohnern (Stand 31. Dezember 2023) in der Provinz L’Aquila in den Abruzzen. Die Gemeinde liegt etwa 19 Kilometer südöstlich von L’Aquila im Regionalpark Sirente-Velino und gehört zur Comunità montana Sirentina.

## Verkehr
In die Gemeinde hinein führt die frühere Strada Statale 5bis  (heute eine Regionalstraße) von Celano (A25) kommend.